# Tonic Trouble
Tonic Trouble ist ein im Jahr 1999 erschienenes Videospiel des Jump-’n’-Run-Genres. Es wurde am 31. August 1999 in Nordamerika (USA und Kanada) veröffentlicht und erschien für Nintendo 64 und PC. Weiterhin wurde bereits 1996 eine Beta-Version des Spiels beim Kauf eines Aldi-PCs angeboten. Es wurde auch als Softwarezubehör zu damaligen 3D-Beschleunigern wie der Matrox Marvel G200 TV ausgeliefert.
Protagonist ist der Raumschiffhausmeister Ed, der dadurch, dass er eine Flüssigkeit verschüttet, einen Planeten verseucht und in eine bunte verdrehte Welt verwandelt, die seitdem vom bösen Wikinger Grögh beherrscht wird.
Tonic Trouble war das erste Spiel, das für den damals neuen Prozessor Intel Pentium II optimiert war. Es wurden über 1,1 Millionen Einheiten des Spiels verkauft.

## Handlung
Ed, ein schwächlicher lila Hausmeister ist verliebt. Als er seiner Liebsten ein Liebesgeständnis auf einem Raumschiff machen will und dabei über ihren derzeitigen Freund herzieht, verwechselt er die Türen und steht aus Versehen vor der Tür ebendieses Freundes. Dieser verfolgt ihn daraufhin und er versteckt sich in einem Raum voller Flüssigkeiten. Als er neugierig eine dieser Flüssigkeiten trinkt und sie verschüttet, gelangt diese aus dem Raumschiff hinaus auf den Planeten Erde. Dort wird der Wikinger Grögh grade aus einer Bar geworfen und bemerkt zufällig den Behälter der Flüssigkeit. Er nimmt einen Schluck und bekommt augenblicklich Superkräfte, verschüttet allerdings einiges, weswegen die Welt um ihn herum sich in ein buntes Chaos aus lebendem Gemüse und riesigen Tieren verwandelt. Grögh, der Herrscher dieser neuen Welt bewahrt den Behälter daraufhin in seiner Festung unter einer Glaskuppel auf, damit keiner ihn stehlen kann. Ed wird für dieses Chaos verantwortlich gemacht und dazu verurteilt, es zu beseitigen. Dies ist jedoch nur durch den Behälter möglich, da durch ihn ein Gegenmittel hergestellt werden kann. So begibt sich Ed in einem Raumschiff auf den Weg zur Festung, findet sich jedoch nach einem Unfall in einer schneebedeckten Welt wieder und muss den Behälter nun auf einem anderen Weg beschaffen, indem er sich durch ebendiese neue Welt kämpft.

## Charaktere
- Ed, der sympathische, tollpatschige Alien, muss wiedergutmachen, was er angerichtet hat.
- Suzy, ist die Tochter des Docs, und die erste ihm gegenüber freundlich eingestellte Person im Spiel. Sie soll Ed dabei helfen, den Behälter zu bekommen.
- Der ein wenig verrückte Doc hilft Ed, nachdem dieser ihn befreit hat, indem er eine Maschine erfindet, die ihn zu Gröghs Festung teleportiert.
- Grögh, der böse Wikinger ist der Endboss des Spiels. Er beherbergt den Behälter, den Ed finden muss, um das Gegenmittel herstellen zu lassen.

## Kritik
“The gameplay is downright lame. While Tonic Trouble claims to sport a fully 3D world, most of it takes place indoors, in caves, or in dungeons, and therefore, camera angles become a serious problem. The camera is locked to a specific view way too often, and too many of the jumps have to be made blindly. Tonic Trouble's idea of a challenge is a string of difficult jumps, and the only time you’ll really die is when you miss one.”

„Das Gameplay ist regelrecht lahm. Während Tonic Trouble damit auftrumpft, eine richtige 3D-Welt zu haben, spielt ein Großteil des Spiels innen, in Käfigen oder Kerkern und daher sind die Kamerawinkel ein ernsthaftes Problem. Die Kamera ist viel zu oft fixiert und so muss man viele Sprünge blind ausführen. Tonic Troubles Vorstellung einer Herausforderung ist eine Reihe von Sprüngen, und die einzige Art zu sterben ist, einen Sprung zu verfehlen.“